# Ubatuba
Ubatuba, amtlich portugiesisch Município da Estância Balneária de Ubatuba, ist eine Stadt an der brasilianischen Südost-Küste, im Staat São Paulo, nördlich von Santos und grenzt im Norden an den Staat Rio de Janeiro. Der Wendekreis des Steinbock verläuft durch Ubatuba.
Die Stadt hatte im Volkszählungsjahr 2010 78.801 Einwohner, die Ubatubanos genannt werden. Sie liegt an 90. Stelle der Gemeinden in São Paulo. Die Einwohnerzahl wurde nach der Schätzung des IBGE aus dem Jahr 2019 auf 90.799 Bewohner anwachsend berechnet. Die Fläche beträgt 708,105 km² (2018), die Bevölkerungsdichte rund 111 Personen pro km². Die Entfernung zur Hauptstadt São Paulo beträgt 232 km.
Der Ort ist für seine 72 Strände und 10 Inseln bekannt und hat den Städtespitznamen Capital do Surfe (Hauptstadt des Surfens).
Der Name Ubatuba kommt von der Sprache der dort beheimateten Tupí. tuba bedeutet dabei viele, während beim ersten Teil des Namens, uba, nicht mehr genau geklärt werden kann, ob dies ursprünglich Speere oder Boote bedeutete.

## Geschichte

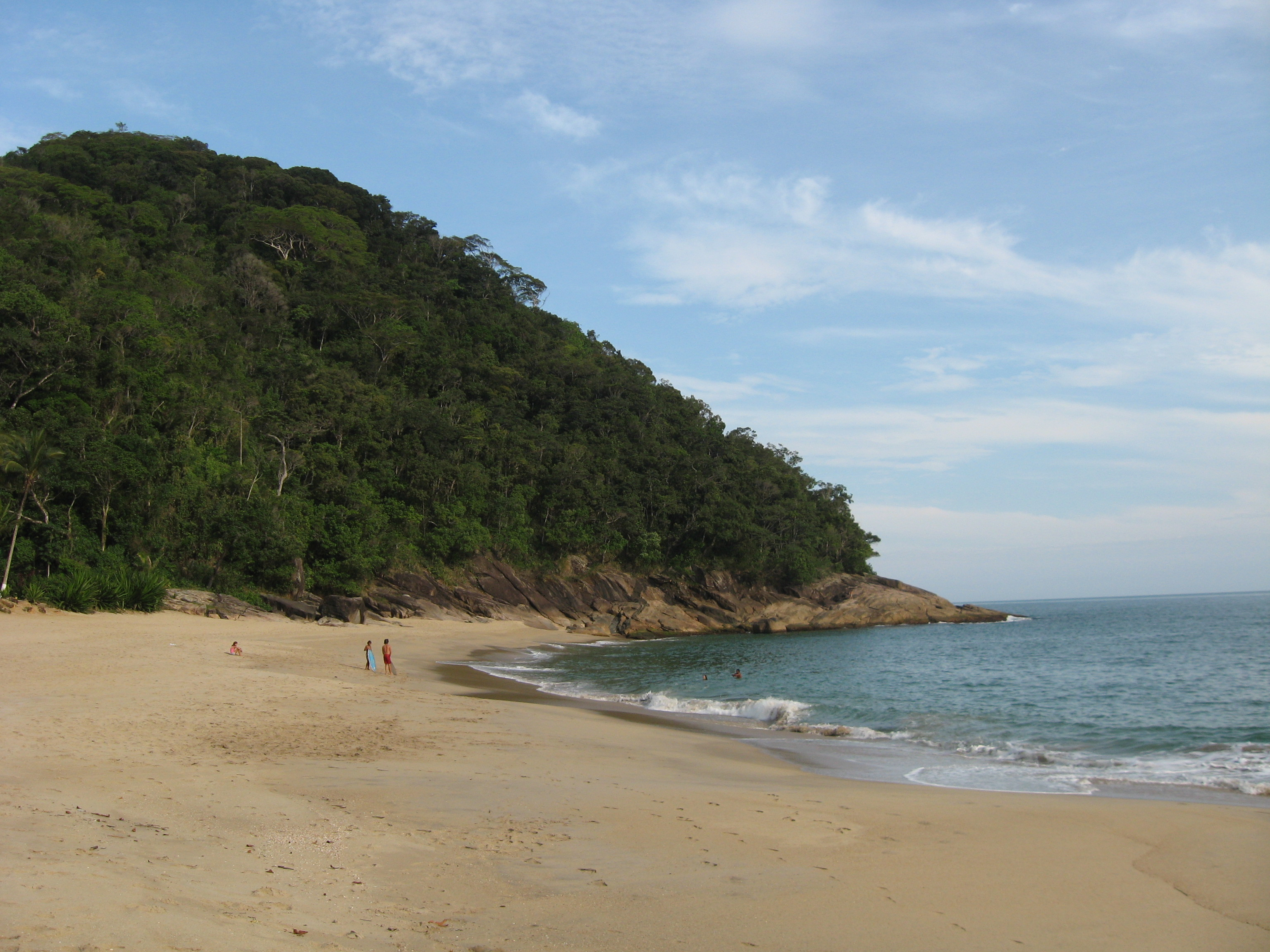
Strand von Sonunga, Ubatuba

In Ubatuba wurde 1553 der erste dokumentierte Friedensvertrag zwischen der einheimischen Bevölkerung und Europäern in Südamerika unterzeichnet, der allerdings gleich im Anschluss von den Portugiesen gebrochen wurde.
Der von den Portugiesen eingesetzte Landsknecht Hans Staden, der auf der Insel Santo Amaro als Kommandant eingesetzt war, wurde dort von Tupinambá-Indianern gefangen genommen und zu ihrer Siedlung Ubatuba verschleppt. Dort sollte er, so seine Reisebeschreibung, an einem Festtag rituell getötet und verspeist werden. Er konnte nach 9 Monaten befreit werden.
Zwei Jesuiten namens Manuel da Nobrega und José de Anchieta gründeten 1554 die Siedlung Iperoig. Sie wurde am 28. Oktober 1637 zum Dorf Vila Nova da Exaltação da Santa Cruz do Salvador de Ubatuba erhoben.
1855 wurde Ubatuba zur Stadt ernannt. Die Stadt war lange Zeit ein Segelschiffhafen.
1933 wurde die Straße Ubatuba – São Luiz do Paraitinga, 1954 die Straße Caraguatatuba – Ubatuba und 1974 die BR-101 Rio de Janeiro – Santos eröffnet.